# Ivan Wilhelm
Ivan Wilhelm (* 1. května 1942 Trnava) je český jaderný fyzik a vysokoškolský pedagog, bývalý rektor Univerzity Karlovy a první svobodně zvolený předseda Akademického senátu UK.
Od června 2011 do srpna 2012 působil jako náměstek pro vysoké školy na Ministerstvu školství, mládeže a tělovýchovy ČR pod vedením Josefa Dobeše a Petra Fialy.

## Život
Vystudoval na Fakultě technické a jaderné fyziky ČVUT v Praze obor jaderná fyzika a posléze zde do roku 1967 vyučoval. V tomto roce byl vyslán do Ústavu jaderných výzkumů v Dubně na studijní pobyt. Po svém návratu koncem roku 1971 pracoval na Matematicko-fyzikální fakultě Univerzity Karlovy, avšak nebyla mu umožněna přímá účast na výuce. Věnoval se proto jen vědecké práci, zejména v rámci laboratoře van de Graaffova urychlovače iontů, kterou založil a vedl. Po roce 1989 se ujal pedagogické práce, v roce 1994 se habilitoval a v roce 1999 byl jmenován profesorem pro obor fyzika.
Působil jako předseda Akademického senátu UK a od roku 1994 jako prorektor pro rozvoj univerzity. Roku 2000 byl zvolen rektorem UK a znovu v roce 2003. V letech 2000 až 2006 byl také předsedou České konference rektorů. Jako rektor musel řešit choulostivou otázku nezákonné volby děkana a krizi vedení Katolické teologické fakulty a za úspěšné vyřešení byl vyznamenán papežským Řádem sv. Řehoře Velikého. Zastával i další veřejné funkce, byl jmenován rytířem francouzského Řádu akademických palem a obdržel další vyznamenání.
V roce 2003 byl navržen jako vhodný kandidát-nestraník na funkci prezidenta ČR, avšak kandidaturu nakonec odmítl. Obával se, že by se musel ucházet i o hlasy komunistů, kdežto jiní by mu vyčítali, že sám v letech 1965-1969 byl členem strany.
Ve volbách do Evropského parlamentu v roce 2009 kandidoval na 4. místě kandidátní listiny Evropské demokratické strany, ale neuspěl (EDS se do EP nedostala).
Od roku 2015 pracuje na projektu mezinárodního laserového centra ELI Beamlines v Dolních Břežanech jako manažer vnějších vztahů.
Je ženatý (manželka Ludmila) a má dceru Barboru.

## Vzdělání
- 1956–1959 – 1. jedenáctiletá střední škola v Trnavě
- 1959–1964 – Fakulta technická a jaderné fyziky ČVUT v Praze

### Vědecká příprava
- 1972 – titul CSc. – MFF UK v Praze
- 1994 – docent exp. fyziky – MFF UK v Praze
- 1999 – profesor exp. fyziky – UK v Praze

## Zaměstnání
- 1964–1967 – odborný asistent na FTJF ČVUT v Praze
- 1967–2000 – odb. asistent, odb. pracovník, věd. pracovník, docent, profesor na MFF UK v Praze
- 1994–2000 – prorektor UK v Praze
- 2000–2006 – rektor Univerzity Karlovy v Praze.[8]
- od roku 2006 znovu pokračoval jako profesor na MFF UK v Praze[7]
- 1. června 2011 nastoupil na Ministerstvo školství, mládeže a tělovýchovy ČR, kde vystřídal Jana Kouckého na pozici náměstka pro vysoké školy. Josef Dobeš si od osobnosti Ivana Wilhelma na této pozici sliboval úspěšný průběh reformy vysokého školství[1], kterou ministerstvo připravovalo.[9] Ve funkci náměstka pokračoval i za ministra Petra Fialy, avšak v srpnu 2012 na svou pozici rezignoval.[10]

## Zahraniční stáže
- 1967–1970 – SÚJV v Dubně, Sovětský svaz
- 1990 (3 týdny) – Max Planck Institute v Heidelbergu, Německo

## Další aktivity
- předseda České konference rektorů 2000–2006
- člen Výboru Evropské univerzitní asociace v Bruselu 2000–2006
- člen Sněmu AV ČR od 1998
- člen Rady vlády ČR pro výzkum a vývoj od 2004 do 2006, nyní stálý host
- člen Výboru pro koordinaci spolupráce ČR s SÚJV v Dubně
- člen Výboru pro koordinaci spolupráce ČR s CERN v Ženevě
- předseda Vědecké rady SÚJV v Dubně
- člen řídícího výboru International Association of Universities v Paříži

## Vyznamenání a ceny
- 1. cena Sboru vládních zmocněnců v SÚJV Dubna za rok 1970
- čestný doktorát (dr. h. c.), Université Claude Bernard Lyon 1
- čestný doktorát Univerzity Komenského v Bratislavě
- Rytířský Řád akademických palem – Francouzská republika
- Rytířský Řád sv. Řehoře Velikého – Vatikán
- Gratias Agit – cena udělovaná ministerstvem zahraničí ČR za šíření dobrého jména České republiky v cizině[11]
- Medaile Josefa Hlávky (2009)[12]